# 917 هـ
917 هـ هي سنة في التقويم الهجري امتدت مقابلةً في التقويم الميلادي بين سنتي 1511 و1512.

## وفيات
- محمد اليفرني المكناسي